# Danh sách đĩa đơn quán quân Hot 100 năm 1980 (Mỹ)
Billboard Hot 100, công bố hàng tuần bởi tạp chí Billboard, là bảng xếp hạng các đĩa đơn thành công nhất tại thị trường âm nhạc Hoa Kỳ. Các số liệu cho việc xếp hạng được Nielsen SoundScan tổng hợp chung dựa trên doanh số đĩa thường và nhạc số và tần suất phát trên sóng phát thanh.

## Lịch sử xếp hạng
| Ngày phát hành   | Bài hát                               | Nghệ sĩ                  |
| ---------------- | ------------------------------------- | ------------------------ |
| Tháng 1 ngày 5   | "Please Don't Go"                     | KC and the Sunshine Band |
| Tháng 1 ngày 12  | "Escape (The Piña Colada Song)"       | Rupert Holmes            |
| Tháng 1 ngày 19  | "Rock with You"                       | Michael Jackson          |
| Tháng 1 ngày 26  | "Rock with You"                       | Michael Jackson          |
| Tháng 2 ngày2    | "Rock with You"                       | Michael Jackson          |
| Tháng 2 ngày9    | "Rock with You"                       | Michael Jackson          |
| Tháng 2 ngày16   | "Do That to Me One More Time"         | Captain & Tennille       |
| Tháng 2 ngày23   | "Crazy Little Thing Called Love"      | Queen                    |
| Tháng 3 ngày1    | "Crazy Little Thing Called Love"      | Queen                    |
| Tháng 3 ngày8    | "Crazy Little Thing Called Love"      | Queen                    |
| Tháng 3 ngày15   | "Crazy Little Thing Called Love"      | Queen                    |
| Tháng 3 ngày22   | "Another Brick in the Wall (Part II)" | Pink Floyd               |
| Tháng 3 ngày29   | "Another Brick in the Wall (Part II)" | Pink Floyd               |
| Tháng 4 ngày 5   | "Another Brick in the Wall (Part II)" | Pink Floyd               |
| Tháng 4 ngày 12  | "Another Brick in the Wall (Part II)" | Pink Floyd               |
| Tháng 4 ngày 19  | "Call Me"                             | Blondie                  |
| Tháng 4 ngày 26  | "Call Me"                             | Blondie                  |
| Tháng 5 ngày 3   | "Call Me"                             | Blondie                  |
| Tháng 5 ngày 10  | "Call Me"                             | Blondie                  |
| Tháng 5 ngày 17  | "Call Me"                             | Blondie                  |
| Tháng 5 ngày 24  | "Call Me"                             | Blondie                  |
| Tháng 5 ngày 31  | "Funkytown"                           | Lipps Inc                |
| Tháng 6 ngày 7   | "Funkytown"                           | Lipps Inc                |
| Tháng 6 ngày 14  | "Funkytown"                           | Lipps Inc                |
| Tháng 6 ngày 21  | "Funkytown"                           | Lipps Inc                |
| Tháng 6 ngày 28  | "Coming Up (Live at Glasgow)"         | Paul McCartney & Wings   |
| Tháng 7 ngày 5   | "Coming Up (Live at Glasgow)"         | Paul McCartney & Wings   |
| Tháng 7 ngày 12  | "Coming Up (Live at Glasgow)"         | Paul McCartney & Wings   |
| Tháng 7 ngày 19  | "It's Still Rock and Roll to Me"      | Billy Joel               |
| Tháng 7 ngày 26  | "It's Still Rock and Roll to Me"      | Billy Joel               |
| Tháng 8 ngày 2   | "Magic"                               | Olivia Newton-John       |
| Tháng 8 ngày 9   | "Magic"                               | Olivia Newton-John       |
| Tháng 8 ngày 16  | "Magic"                               | Olivia Newton-John       |
| Tháng 8 ngày 23  | "Magic"                               | Olivia Newton-John       |
| Tháng 8 ngày 30  | "Sailing"                             | Christopher Cross        |
| Tháng 9 ngày 6   | "Upside Down"                         | Diana Ross               |
| Tháng 9 ngày 13  | "Upside Down"                         | Diana Ross               |
| Tháng 9 ngày 20  | "Upside Down"                         | Diana Ross               |
| Tháng 9 ngày 27  | "Upside Down"                         | Diana Ross               |
| Tháng 10 ngày 4  | "Another One Bites the Dust"          | Queen                    |
| Tháng 10 ngày 11 | "Another One Bites the Dust"          | Queen                    |
| Tháng 10 ngày 18 | "Another One Bites the Dust"          | Queen                    |
| Tháng 10 ngày 25 | "Woman in Love"                       | Barbra Streisand         |
| Tháng 11 ngày 1  | "Woman in Love"                       | Barbra Streisand         |
| Tháng 11 ngày 8  | "Woman in Love"                       | Barbra Streisand         |
| Tháng 11 ngày 15 | "Lady"                                | Kenny Rogers             |
| Tháng 11 ngày 22 | "Lady"                                | Kenny Rogers             |
| Tháng 11 ngày 29 | "Lady"                                | Kenny Rogers             |
| Tháng 12 ngày 6  | "Lady"                                | Kenny Rogers             |
| Tháng 12 ngày 13 | "Lady"                                | Kenny Rogers             |
| Tháng 12 ngày 20 | "Lady"                                | Kenny Rogers             |
| Tháng 12 ngày 27 | "(Just Like) Starting Over"           | John Lennon              |